# Auguste Aramini
Pierre Auguste Serafini dit Auguste Aramini, né à Agen en France le 14 mai 1870 et mort à Longueuil au Québec le 27 mai 1960, est un chanteur canadien d'origine française.

## Biographie
Pierre Auguste Serafini est né à Agen, près de Toulouse, le 14 mai 1870. Il est le fils de Bernard Serafini, un fabricant de statuettes de trente-trois ans, et de Jeanne Louise Bachelot, vingt-deux ans et sans profession. Il serait arrivé au Canada en 1889 et aurait été naturalisé canadien en 1910. Il a réalisé plusieurs enregistrements à Montréal en 1904 sous l'étiquette Berliner, une compagnie d'enregistrements de chansons à Montréal arborant le nom d'Émile Berliner, l'inventeur du gramophone, dont Faut te faire vacciner et Adieux d'amants. Puis en 1905 il se rend à New York.
Auguste Aramini (Serafini) épouse à Montréal le 29 avril 1948 la chanteuse Jeanne Maubourg.
Il meurt à Longueuil à l'âge de 90 ans le 27 mai 1960.